# Катанский, Николай Васильевич
Никола́й Васи́льевич Ката́нский (1872 — после 1917) — русский офицер и общественный деятель, член IV Государственной думы от Уфимской губернии.

## Биография
Родился 4 (16) июля 1872 года. Происходил из потомственных дворян. Землевладелец Мензелинского уезда (284 десятины при селе Шуране).
Окончил 3-й Московский кадетский корпус и Александровское военное училище (1893), откуда выпущен был подпоручиком во 2-ю артиллерийскую бригаду.
В 1897 году вышел в запас в чине поручика и поселился в своем имении Мензелинского уезда Уфимской губернии, где посвятил себя сельскому хозяйству и общественной деятельности. Избирался гласным Мензелинского уездного (с 1898) и Уфимского губернского (с 1901) земских собраний, членом Мензелинской уездной земской управы (с 1898). В 1907 году был избран её председателем. Состоял почетным смотрителем Мензелинского горного училища и председателем попечительного совета Мензелинской женской гимназии.
В 1912 году был избран членом Государственной думы от Уфимской губернии. Входил во фракцию прогрессистов и Прогрессивный блок (1915—1916). Состоял членом комиссий: по народному образованию, о путях сообщения, бюджетной, по военным и морским делам, по вероисповедным вопросам.
25 апреля 1916 года вновь избран председателем Мензелинской земской управы. По некоторым данным, в 1919 году был чиновником особых поручений Министерства внутренних дел Российского правительства адмирала Колчака.
После Октябрьской революции переехал с семьёй во Владивосток. Во Владивостоке занимался адвокатской практикой. После падения Дальневосточной республики, был репрессирован, приговорён к расстрелу (точное время не известно). Впоследствии приговор был заменён высылкой в Новосибирск. Семья к 1930 году также переехала в Новосибирск. В Новосибирске семье был предоставлен, на правах аренды, деревянный дом с небольшим земельным участком. Работать где-либо, ни ему, ни его жене, не разрешалось. Семью содержали работающие дети. Трагически погиб 11 ноября 1945 года. Был женат, имел шестерых детей.